# Villers-Écalles
Villers-Écalles és un municipi francès situat al departament del Sena Marítim i a la regió de Normandia. L'any 2007 tenia 1.824 habitants.

## Demografia

### Població
El 2007 la població de fet de Villers-Écalles era de 1.824 persones. Hi havia 704 famílies de les quals 124 eren unipersonals (44 homes vivint sols i 80 dones vivint soles), 248 parelles sense fills, 300 parelles amb fills i 32 famílies monoparentals amb fills.
La població ha evolucionat segons el següent gràfic:
Habitants censats

### Habitatges
El 2007 hi havia 726 habitatges, 705 eren l'habitatge principal de la família, 2 eren segones residències i 19 estaven desocupats. 719 eren cases i 6 eren apartaments. Dels 705 habitatges principals, 605 estaven ocupats pels seus propietaris, 92 estaven llogats i ocupats pels llogaters i 8 estaven cedits a títol gratuït; 7 tenien una cambra, 15 en tenien dues, 55 en tenien tres, 189 en tenien quatre i 439 en tenien cinc o més. 587 habitatges disposaven pel capbaix d'una plaça de pàrquing. A 313 habitatges hi havia un automòbil i a 355 n'hi havia dos o més.

### Piràmide de població
La piràmide de població per edats i sexe el 2009 era:
| Homes | Edats   | Dones |
| ----- | ------- | ----- |
| 4     | 95 o +  | 0     |
| 0     | 90 a 94 | 0     |
| 8     | 85 a 89 | 8     |
| 8     | 80 a 84 | 12    |
| 16    | 75 a 79 | 24    |
| 20    | 70 a 74 | 16    |
| 28    | 65 a 69 | 48    |
| 48    | 60 a 64 | 32    |
| 60    | 55 a 59 | 48    |
| 84    | 50 a 54 | 92    |
| 80    | 45 a 49 | 88    |
| 76    | 40 a 44 | 100   |
| 68    | 35 a 39 | 56    |
| 60    | 30 a 34 | 56    |
| 24    | 25 a 29 | 48    |
| 72    | 20 a 24 | 36    |
| 72    | 15 a 19 | 92    |
| 84    | 10 a 14 | 56    |
| 72    | 5 a 9   | 52    |
| 20    | 0 a 4   | 28    |

## Economia
El 2007 la població en edat de treballar era de 1.242 persones, 938 eren actives i 304 eren inactives. De les 938 persones actives 867 estaven ocupades (453 homes i 414 dones) i 71 estaven aturades (26 homes i 45 dones). De les 304 persones inactives 145 estaven jubilades, 99 estaven estudiant i 60 estaven classificades com a «altres inactius».

### Ingressos
El 2009 a Villers-Écalles hi havia 690 unitats fiscals que integraven 1.786 persones, la mediana anual d'ingressos fiscals per persona era de 19.634 €.

### Activitats econòmiques
Dels 40 establiments que hi havia el 2007, 3 eren d'empreses alimentàries, 1 d'una empresa de fabricació de material elèctric, 1 d'una empresa de fabricació d'altres productes industrials, 10 d'empreses de construcció, 3 d'empreses de comerç i reparació d'automòbils, 5 d'empreses de transport, 4 d'empreses d'hostatgeria i restauració, 3 d'empreses d'informació i comunicació, 5 d'empreses de serveis, 2 d'entitats de l'administració pública i 3 d'empreses classificades com a «altres activitats de serveis».
Dels 12 establiments de servei als particulars que hi havia el 2009, 1 era una funerària, 2 paletes, 2 fusteries, 3 lampisteries, 1 electricista, 1 empresa de construcció, 1 restaurant i 1 tintoreria.
L'únic establiment comercial que hi havia el 2009 era una fleca.
L'any 2000 a Villers-Écalles hi havia 14 explotacions agrícoles que ocupaven un total de 300 hectàrees.

## Equipaments sanitaris i escolars
El 2009 hi havia una escola elemental.

## Poblacions més properes
El següent diagrama mostra les poblacions més properes.